# ツマグロスケバ
ツマグロスケバ (Orthopagus lunulifer) はウンカに似たやや大きい昆虫で、羽は透明で縁が黒い。

## 特長
体長は7-9mmで、しかし翅端までを見ると11-15mmになる昆虫。体の色は全体には暗褐色をしている。頭部は中央が前に少し突き出し、淡褐色だが多少緑を帯びることがある。頭頂部に3条の隆起した線があり、その中央のものが多少低く、また黒褐色の斑紋がある。複眼は暗褐色で、単眼は暗赤色、触角の節は淡い黄色に暗褐色の顆粒が多くある。前胸背は暗褐色で淡い色の細かい斑紋を散らし、中央には縦隆起がある。小楯板も暗褐色で、3条の隆起線があってその部分はやや色が薄い。前翅は透明で末端に幅広い帯があり、また前の縁沿いにも斑紋があり、それらはいずれも暗褐色をしている。この暗褐色の帯斑に無色の小さな斑紋を持つ個体がある。後翅も無色で末端が暗褐色になる。

## 分布など
本州、四国、九州から南西諸島に分布し、平地に生息する。
アカメガシワの枝先などで見られる。その他の樹木の上にも出現し、秋に見られる。